# Santuari de la Mare de Déu del Tura
El Santuari del Tura, de Santa Maria del Tura o  de la Mare de Déu del Tura és una església d'Olot (Garrotxa) protegida com a bé cultural d'interès local.

## Descripció
L'edifici té una façana simètrica, que consta de dues parts. La part inferior presenta una porta amb un escut a la part superior i dues columnes estriades a cada cantó que sostenen un fris amb una inscripció. La part superior, per la seva banda, presenta una rosassa al mig, i a cada costat dues escultures posades dins unes capelles decorades amb pilastres. Per sobre hi ha decoracions amb formes d'inspiració clàssica. La decoració interior s'inspira en el barroc. Presenta pilastres amb capitells policromats. Darrere l'altar hi ha la verge, dins un element arquitectònic de columnes i capitells decorats. El sostre està molt decorat amb pintures al fresc.
Pel que fa a la part dels segles xv-xvi, al mur est de la nau, pel costat del carrer Proa, es pot veure una bonica porta amb àmplies dovelles, avui cegada. Al mig hi ha una clau de volta molt desgastada que representa la Mare de Déu amb el Nen. Realitzada per Enric Julià, picapedrer de Girona. Va representar la verge, igual que la Puríssima del Carme, amb la lluna per peanya, malgrat ser una Verge Mare, iconografia poc emprada en l'època. Al seu interior es conserva la talla romànica de la Mare de Déu del Tura i l'escultura de l'Ecce Homo, feta per Ramon Amadeu l'any 1782 així com pintures del segle xix i el retaule de l'altar major del segle xix de Joan Carles Panyó.
La imatge de Santa Maria del Tura que es venera actualment al santuari olotí és una bella talla de fusta d'estil romànic, del tipus ripollès, feta de noguera i àlber, segurament durant el segle xii. A la base del tron de la imatge hi ha pintades les quatre barres grogues i vermelles que corresponen a l'antiga casa comtal de Barcelona.

## Història
El primer document històric conservat on s'esmenta Olot és una pragmàtica del rei franc Carles el Calb, signada l'any 872 i escrita en llatí, fa donació d'una església que qualifica d'antiga, Sancta Maria Olotis, i els seus entorns, a l'abat dels monestirs benedictins de Sant Llorenç de Sous i de Sant Aniol d'Aguja, ambdós enrunats des de fa segles. Durant el segle xi es construeix una nova església d'estil romànic que és referenciada el 1221, quan ja formava part del nucli urbà i substitueix la primera que, possiblement, és d'estil visigòtic.
Els terratrèmols de 1427 i 1428 van destruir completament l'església i es va haver de tornar a reconstruir. L'obra del segle xv és documentada per un privilegi del rei Alfons el Magnànim, atorgat des de València el 30 de setembre de 1427, que dona l'autorització per reconstruir el santuari sota la mateixa advocació de Maria. Les restes més antigues que es poden observar avui dia són d'aquesta època i corresponen a un mur meridional per on s'obria una porta de mig punt, la qual fou tancada en la reforma del segle xviii, que va desplaçar l'entrada del santuari a la banda de ponent, carrer dels Valls Nous, per on s'entra actualment.
El 8 de gener de 1595, el Consell de la Universitat (Ajuntament) d'Olot va adoptar l'acord d'engrandir el santuari, que es va encarregar al picapedrer Enric Julià, de Girona. Durant el segle xviii, degut al creixement demogràfic i econòmic de la vila, igual que va passar a l'església de Sant Esteve, els olotins va decidir fer una nova església al Tura amb el nou estil arquitectònic que venia de França: el neoclàssic. El disseny de la nova església va ser de Francesc Mas, arquitecte de Barcelona. El projecte originari de Mas es fou sota les línies del barroc classicista i comportava una planta de creu llatina i una sola nau. La nova construcció no acaba de convèncer i entre 1790 i 1814 l'arquitecte Joan Carles Panyó i Figaró transforma totalment l'interior, i el 1930 l'arquitecte olotí Josep Danés i Torras realitza la façana que perdura en l'actualitat. El 25 de juliol de 1936, el santuari és cremat, i en principi es decideix enderrocar-lo. Així, es comença enderrocant els campanars però posteriorment s'ofereix l'edifici com a magatzem.
La darrera gran restauració del santuari del Tura, després de la crema de 1936, fou dirigida per l'arquitecte olotí Joan Aubert i Camps, que es va atendre molt versemblantment a l'estat original del qual només en restaven pictòricament, els frescos de la cúpula. La inauguració de la restauració es va fer el 1943, i des de llavors es reprèn el culte, interromput des de la destrucció del temple.
L'any 1988 es restaura la policromia de la imatge de la Mare de Déu del Tura, feta per experts del Centre de Conservació i Restauració de la Generalitat de Catalunya, i demostrà que després de segles d'haver estat venerada com una Verge bruna, el color original de la imatge no era negre, sinó que s'havia enfosquit degut al fum de les llànties i ciris que havien cremat al seu costat durant segles, en què fou objecte d'intensa devoció.

### Llegenda
L'origen del topònim Tura es vincula a una tradició del segle xv, segons la qual un bou anava cada dia a rascar el terra, prop del mas Caritat, encara existent a la vora d'Olot, fins que un dia el llaurador, amo del bou, estranyat de la insistència de l'animal va cavar al lloc i va trobar la imatge de la Mare de Déu. D'aquesta llegenda àuria (comú, amb petites variants, a altres marededeus trobades importants, com la de Montserrat o Núria), en prové el nom actual, ja que tura, en català antic, significa bou i el nom, per tant, equival a Mare de Déu del bou. Des del segle xvi, el nom de Tura és comú, entre les dones, a Olot i rodalia.

## Festivitats
A semblança d'altres verges trobades, la festivitat de la Mare de Déu Tura se celebra, segons el calendari de l'església romana, el dia de la Nativitat de la Verge Maria (8 de setembre), situat al mig del signe zodiacal de Verge, i va donar lloc a la festa major d'Olot, anomenada Festes del Tura. Cal tenir en compte també que la Mare de Déu del Tura és la patrona d'Olot.
La devoció a Santa Maria d'Olot ha tingut, històricament, manifestacions molt diverses, i s'hi han documentat nombrosos fets miraculosos en l'obra històrica de Josep M. Danés (1965) "L'església de la Mare de déu del Tura d'Olot", basada en el treball inèdit del seu pare, el Dr. Joaquim Danés i Torras. Actualment, els actes religiosos consisteixen en una processió el dia 6 de setembre, amb l'arribada de la imatge de la Mare de Déu a la plaça Major abans de l'actuació dels gegants; una ofrena floral de les entitats olotines a la verge el primer dia de festes; i el Quinari, cinc dies d'actes religiosos dedicats a la reflexió que consisteixen en el rosari, una missa i el cant dels goigs a Santa Maria del Tura); el repic de campanes festiu; i la missa dedicada a la verge del Tura (amb l'assistència del bisbe i les autoritats).

## Galeria

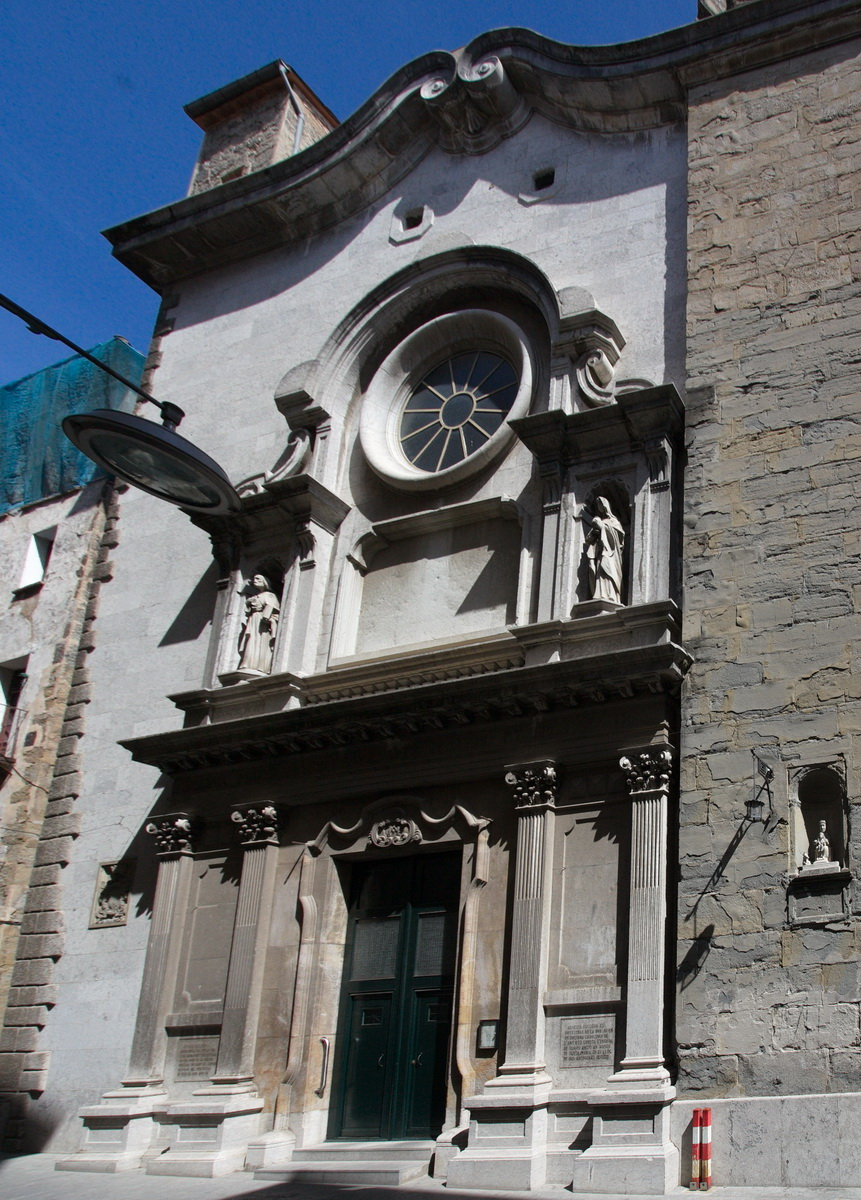
Façana del santuari.
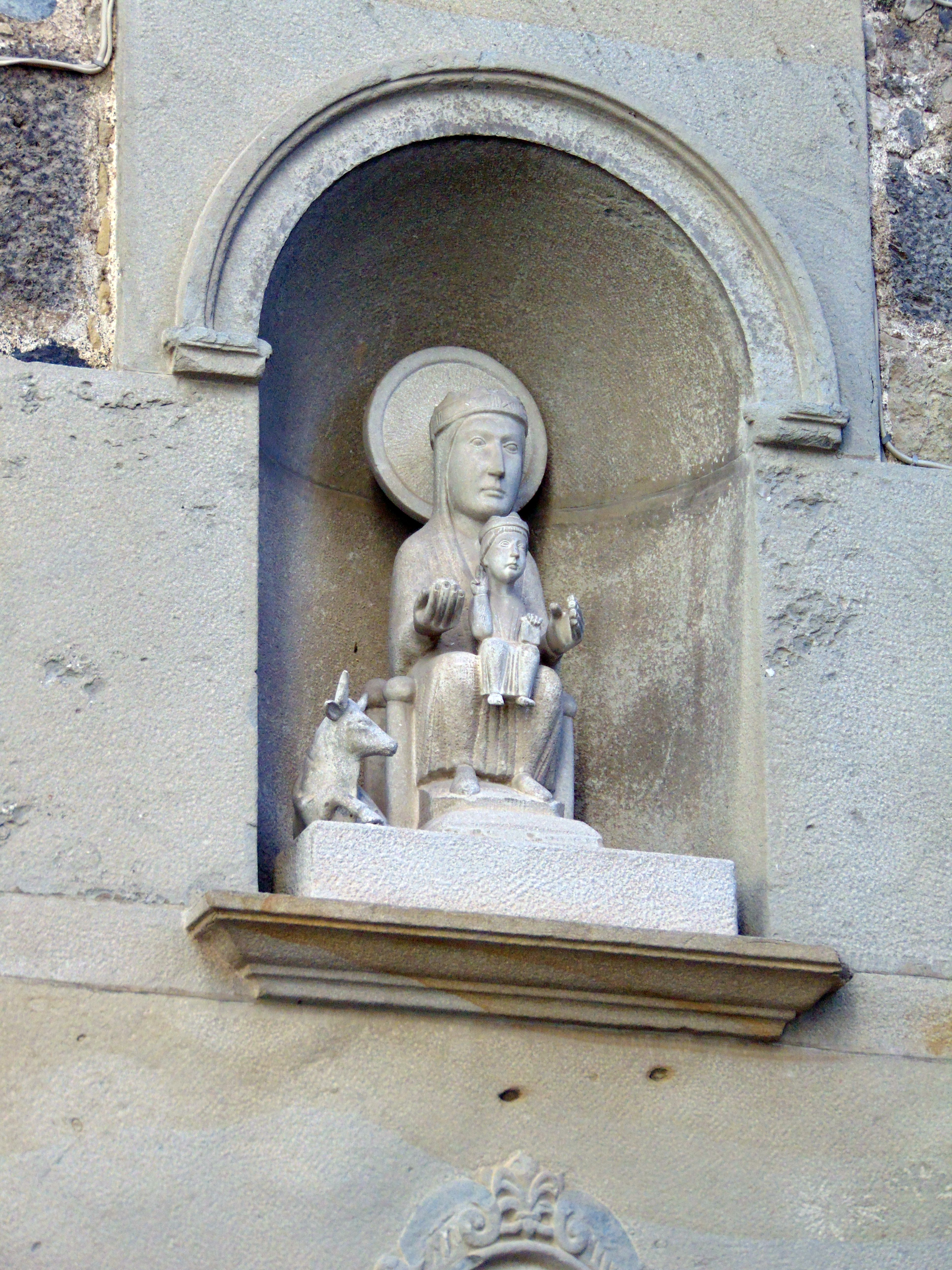
Detall d'una fornícula de la façana.
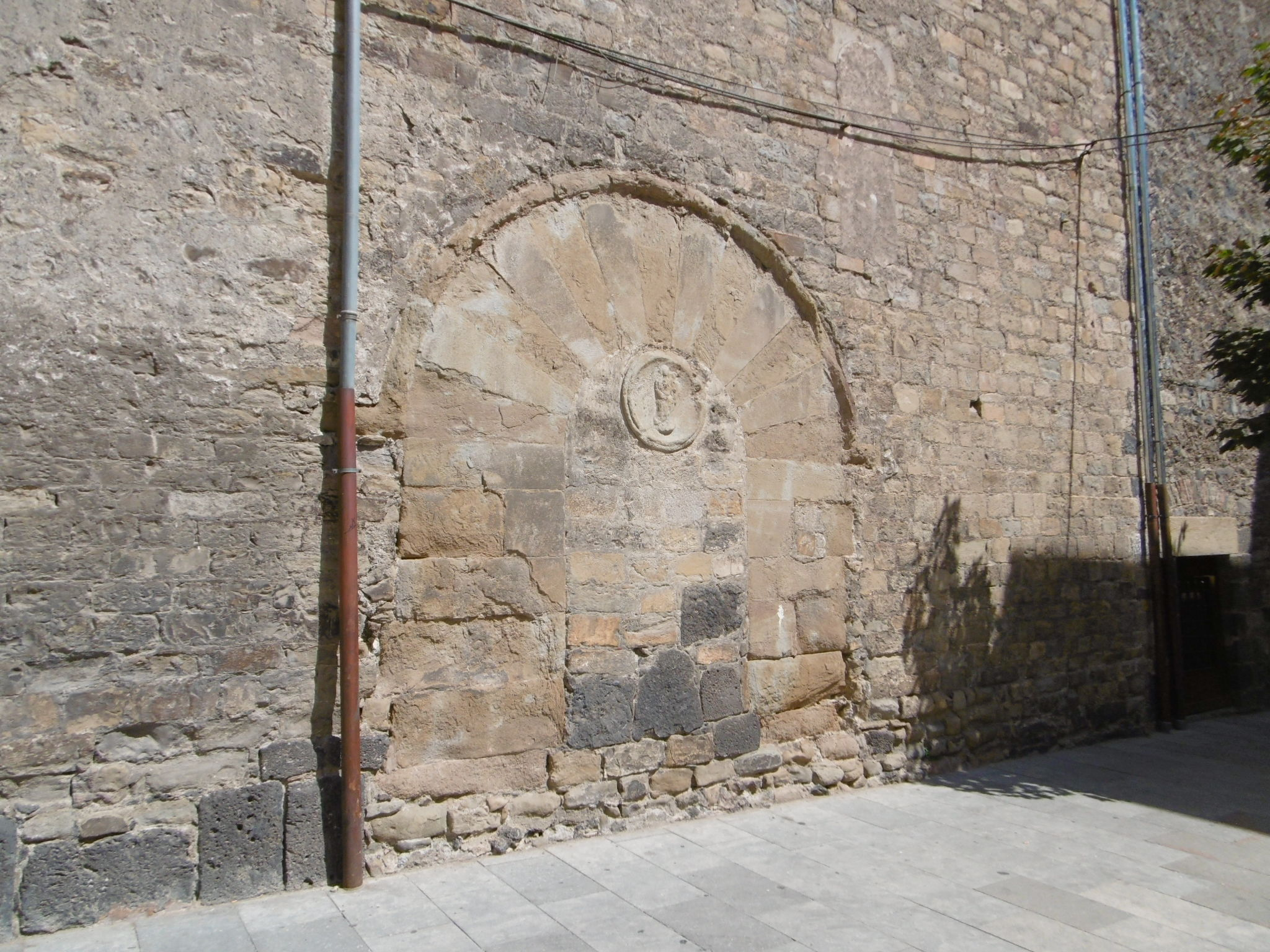
Antiga porta al carrer de la Proa, originari de l'edifici del segle xv.
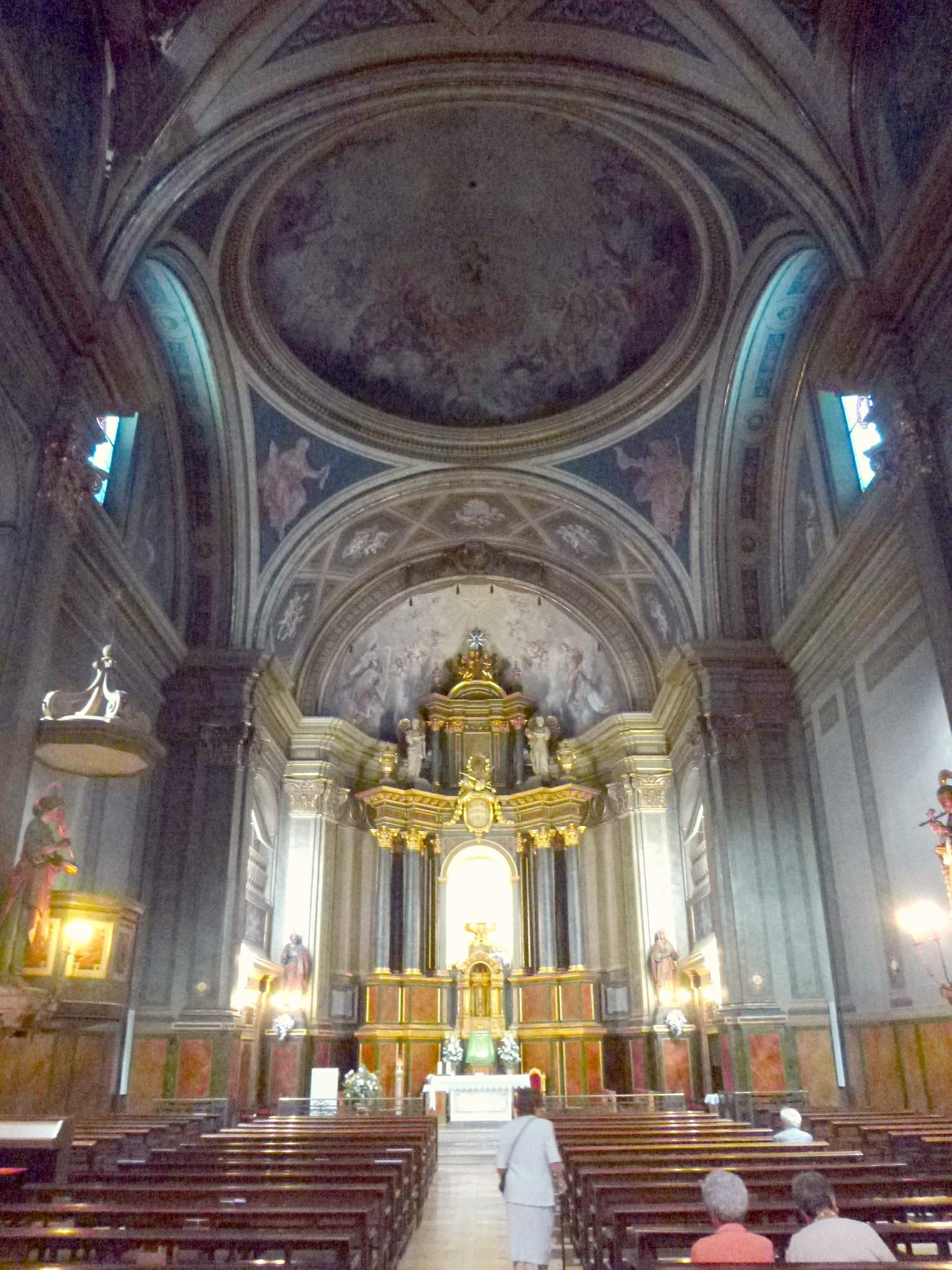
Interior del santuari.
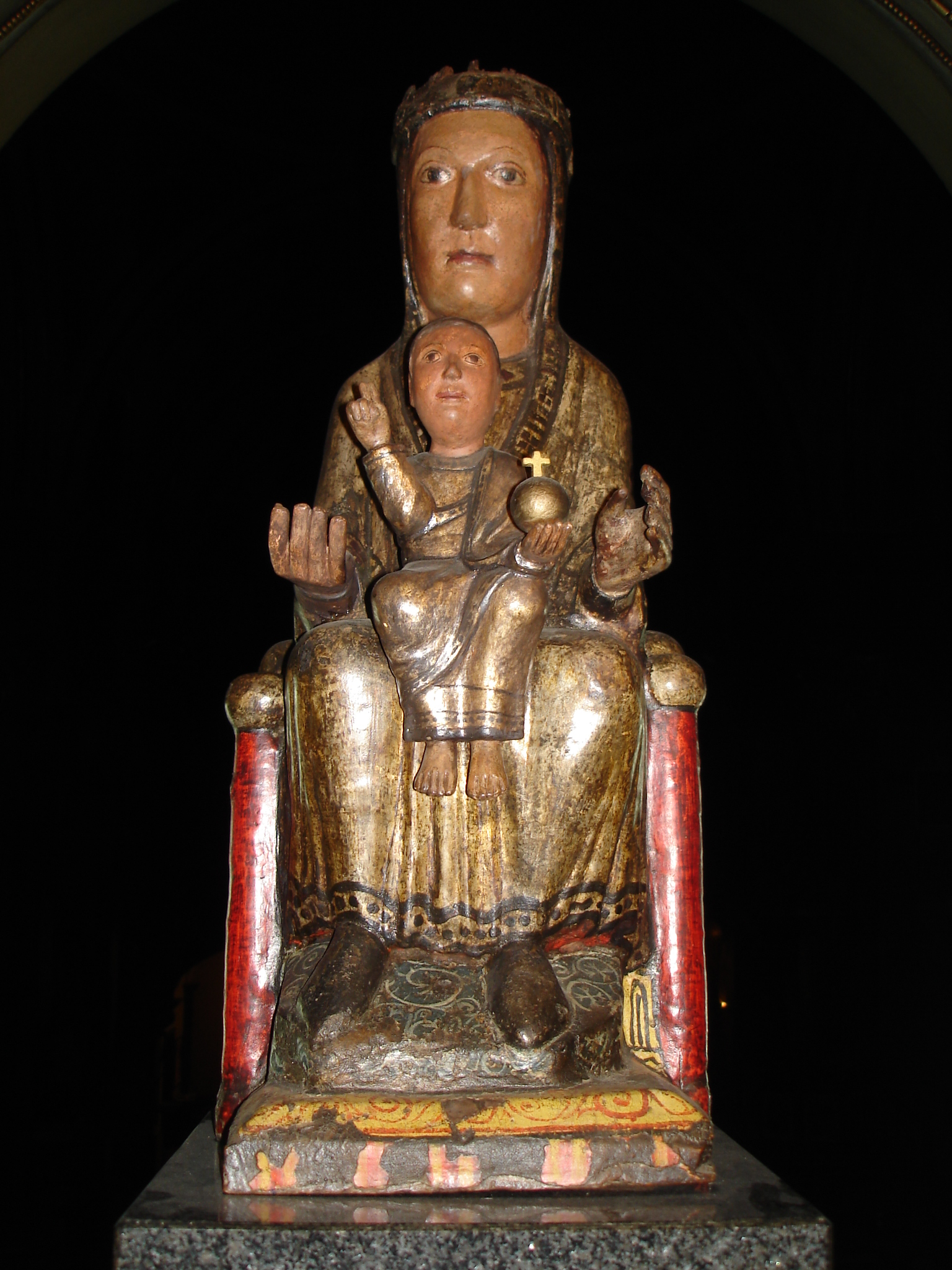
Imatge de Santa Maria del Tura.